# Anita Bay Bundegaard
Anita Bay Bundegaard, född 31 oktober 1963 i Tejn, är en dansk redaktör och tidigare politiker och minister. Hon representerade Det Radikale Venstre.

## Biografi
Anita Bay Bundegaard (född Bay Mogensen) växte upp i det lilla samhället Tejn på nordöstra Bornholm i en fiskarfamilj. Som barn gick hon i skolan i närliggande Allinge-Sandvig i Allinge-Sandvig Borgerskole 1970–1980. Hon tog studenten vid Rønne Statsskole 1983 och studerade engelska och spanska vid Köpenhamns Universitet och Köpenhamns handelshögskola.
Anita Bay Bundegaard gick med i Radikale Venstre som 19-åring. Enligt henne själv kommer hon från en mycket diskussionsbenägen familj: "Det politiska intresset har jag fått in med modersmjölken, för vi var en mycket diskussionsbenägen familj, speciellt på min fars sida. Min farfar satt i sognerådet, men annars har vi inte varit politiskt aktiva, förrän jag blev det i det Radikale Venstre."
Bay Bundegaard kom att tillbringa sin journalistiska karriär först som programmedarbetare på DR-Rønne (1994–1996), där hon hade sitt eget dagliga debattprogram, Hør nu lige her, som sändes varje förmiddag. Sedan kom hon att bli redaktör för Højskolebladet (1996–1998) och debattredaktör för Dagbladet Politiken (1998–2000). Under en tid arbetade hon också som översättare för Dansk Arbejdsgiverforening.
Anita Bay Bundegaard är gift med journalisten och författaren Christian Bundegaard. Paret har inga barn.

## Politisk karriär
Anita Bay Bundegaard har arbetat som sekreterare för ett antal framstående politiker inom Radikale Venstre. Till dessa hör Bernhard Baunsgaard, Marianne Jelved (1987–1992) och Lone Dybkjær (1994). Hon har även ställt upp som kandidat till Folketinget för Radikale Venstre i Ballerup (1994) och på Bornholm (1998), men lyckades endast i valet 1994 få nog med röster för att bli suppleant för Bjørn Elmquist. Hon har dessutom ställt upp som partiets kandidat till Europaparlamentet i valet 1994, men blev inte invald.
Bay Bundegaard har dock haft ett antal förtroendeposter inom partiet. Hon har bland annat suttit i Radikale Venstres verkställande utskott och valberedning till partistyrelsen. Hon har också varit ordförande för kommunikationsnämnden i Unesco och deltog i bland annat i en 14 dagar lång resa till Malawi och Sydafrika för att dela ut pengar till olika utvecklingsprojekt.
I december 2000 genomförde den dåvarande statsministern Poul Nyrup Rasmussen och ekonomiministern Marianne Jelved, en s.k. regeringsrockad där ministrar fick byta ämbeten eller avgå och nya personer tilldelades deras gamla ämbeten. Marianne Jelved, dåvarande partiledare för Radikale Venstre, utsåg sin före detta sekreterare Anita Bay Bundegaard till att överta ämbetet som biståndsminister efter socialdemokraten Jan Trøjborg, som nu blivit försvarsminister. Under en presskonferens avtackade Bay Bundegaard sin föregångare med att ge honom en afrikansk sköld med ett tillhörande spjut.
I dansk media cirkulerade begreppet venindeudnævnelse (sv: väninneutnämning), där somliga inom media påstod att utnämnandet av Bay Bundegaard som minister baserade sig på att hon arbetat för de framstående politikerna Marianne Jelved och Lone Dybkjær, samt att hon var väninna med den dåvarande undervisningsministern Margrethe Vestager. Bay Bundegaard motiverade i Berlingske Tidende att en utnämning av en minister är att visa förtroende för att denne kan klara jobbet, och att hon genom sina då 15 år som aktiv medlem av Radikale Venstre hade lärt känna folk inom partiet och att man inte utnämner en person man inte känner och som man inte vet kan klara av jobbet som minister.
Anita Bay Bundegaards första aktioner som minister kom att bli förhindrandet av nedläggningen av Danidas tidskrift Udvikling. Detta gjorde hon endast dagar efter sitt tillträde på biståndsministerposten, och om Nyrup Rasmussens ministerrockad hade fördröjts till januari 2001, hade tidskriften varit ett minne blott.
Anita Bay Bundegaards tid som Danmarks biståndsminister kännetecknades av en del turbulens. Under år 2001 avslöjades det att hon vid flera tillfällen hade använt sig av den akademiska titeln cand.ling.merc, trots att hon aldrig gjorde klart sin utbildning. Hon påstod att hon själv har varit ovetande om att hon blivit titulerad cand.ling.merc, men det framkom senare att hon godkände användandet av titeln bland annat när hon korrekturläste boken Radikale værdier i en forandret tid, som hon var medförfattare till. Journalisten Gerhardt Eriksen från Jyllands-Posten hävdade vidare att Bay Bundgaard hade angivit titeln i en intervju med honom.
Samma år publicerades en intervju med Bay Bundegaard i den danska tidningen Weekendavisen, där hon föreslog att FN:s flyktingkonvention skulle ändras så att människor från områden drabbade av hungersnöd och sjukdom skulle kunna söka asyl i Danmark, dvs. att man skulle ta emot så kallade fattigdomsflyktingar. I den danska tidningen B.T. citerade man följande formulering av Bay Bundegaard: "Genèvekonventionen är idag riktad mot politiska flyktingar och människor, som är förföljda av deras religiösa övertygelse eller kön. Men det finns människor, vars liv är hotade av hungersnöd, sjukdom och bottenlös fattigdom. De utgör en ny form för flyktingar." Detta förslag avvisades helt av såväl Folketinget, statsminister Poul Nyrup Rasmussen och Radikale Venstre. När Bay Bundegaard frågades ut i Folketinget av företrädare för oppositionspartierna bad hon om ursäkt för sitt förslag och motiverade det med att hon endast hade uttryckt "lösa tankar".
Anita Bay Bundegaards tid som biståndsminister skulle inte gå obemärkt förbi, och 2001 tilldelades hon u-landsjournalisternas hederspris, Nairobipriset, för sin insats som minister.

## Efter ministertiden
Efter det danska folketingsvalet 2001 var Poul Nyrup Rasmussen och hans regering tvungna att avgå. Anita Bay Bundegaard hade ställt upp som kandidat till Folketinget, men blev inte invald. Hon lämnade partipolitiken och 2002–2006 fortsatte hon att arbeta med samma frågor som hon hade arbetat med som biståndsminister. Hon blev nu invald till att arbeta som rådgivare för FN:s flyktingkommissariat, UNHCR. Hon bosatte sig därmed i Genève, där huvudkontoret finns. 
Efter fyra år i Genève återvände Bay Bundegaard till Danmark för att bli kulturredaktör på sin gamla arbetsplats, Politiken. Hon blev också ledare för ledarkollegiet (det kollegium av skribenter som skriver tidningens ledarartiklar).
År 2007 kom det fram att den dåvarande chefen för Världsbanken, den f.d. amerikanska försvarsministern Paul Wolfowitz, hade gynnat sin flickvän med bland annat löneförhöjning. Det var detta faktum som kom att leda till hans avgång från posten. I en artikel som publicerades i Politiken kritiserade dock Bay Bundegaard Wolfowitz skarpt för bl.a. hans bakgrund som en stark förespråkare för amerikansk unilateralism och USA:s krigföring i Irak. Vidare kritiserade hon Wolfowitz för att ha tagit beslut utan att informera bankens styrelse, samt för att ha använt banken som ett medel för USA:s utrikespolitik.
2010 blev Anita Bay Bundegaard vald till ny ordförande för Rädda Barnen i Danmark. Hon beskrev sitt nya jobb som att det inte finns någon "renare och finare mission än att beskydda och hjälpa barn".

## Övrigt
Vid sidan om de många uppdragen som Bay Bundegaard har haft inom både journalistiken och politiken, har hon tillsammans med sin man översatt flera böcker till danska. Till de böcker som de har översatt kan nämnas Den röda anteckningsboken och Timbuktu av Paul Auster.